# لخماس (حورة)
'

تعديل مصدري - تعديل

لخماس هي إحدى قرى عزلة حوره بمديرية حورة التابعة لمحافظة حضرموت، بلغ تعداد سكانها 606 نسمة حسب تعداد اليمن لعام 2004.